# Pietro Gamba (senatore)
Il Conte Pietro Tullo Giovanni Battista Gamba Ghiselli (Firenze, 7 luglio 1849 – Bagni di Lucca, 14 ottobre 1903) è stato un avvocato, magistrato e politico italiano.
Figlio del senatore Ippolito Gamba Ghiselli, consigliere comunale e sindaco di Ravenna è stato il presidente dell'associazione locale dei braccianti che, rimasti senza lavoro nelle proprie terre, hanno prestato la loro opera in molte zone d'Italia, tra le altre la bonifica della zona di Ostia. Deputato per quattro legislature, è stato nominato senatore a vita nel 1898.